# Nicole LaLiberte
Nicole LaLiberte (Clifton Park, 1981) è un'attrice statunitense.

## Biografia
Nata a New York, vive a Los Angeles, in California.
Ha avuto ruoli ricorrenti nella serie televisiva Come Make It in America (2011) e Dexter (2012-2013) ha recitato un ruolo principale accanto a Danielle Panabaker nel film Girls Against Boys (2012) e ha avuto una parte nella terza stagione di Twin Peaks (2017).
Nel 2013, ha recitato in un episodio di The Mentalist, ha ripreso il suo ruolo di Arlene Schram nella ottava stagione di Dexter e ha ruoli nei film  In a World... - Ascolta la mia voce scritto e diretto da Lake Bell e Fractured, un film horror.
Nel 2016 è comparsa come Kitty Greenburg nel cortometraggio Man Rots from the Head scritto e diretto da Janicza Bravo insieme a Michael Cera e come Miss Presidente in Adam Green's Aladdin.

## Doppiatrici italiane
Nelle versioni in italiano delle opere in cui ha recitato, Nicole LaLiberte è stata doppiata da:
- Maria Letizia Scifoni in Dexter, Twin Peaks
- Giulia Franceschetti in CSI - Scena del crimine
- Myriam Catania in Station 19
- Maddalena Vadacca in Daisy Jones & the Six